# Director supremo de Chile
Supremo director o director supremo fue la denominación asignada a comienzos del siglo XIX y hasta 1826 a la primera autoridad unipersonal que se desempeñó como jefe de Estado y de Gobierno en Chile, una vez iniciado el proceso emancipador nacional.

## Historia del cargo

### Director supremo en laPatria Vieja
Una vez iniciada la Guerra de Independencia de Chile, la Junta de Gobierno de Chile fue disuelta con el fin de establecer un nuevo cargo más autoritario y autónomo que pudiera liderar el gobierno emancipatorio. Tras el Tratado de Lircay en 1814, asumió Antonio José de Irisarri como director transitorio y posteriormente Francisco de la Lastra como primer director supremo de Chile. El Reglamento para el Gobierno Provisorio de 1814 establecía que «Las críticas circunstancias del día obligaron a concentrar el Poder Ejecutivo en un individuo, con el título de Director Supremo, por residir en él las absolutas facultades que ha tenido la Junta de Gobierno en su instalación de 18 de septiembre de 1810. Por tanto, sus facultades son amplísimas e ilimitadas, a excepción de tratados de paz, declaraciones de guerra, nuevos establecimientos de comercio, y pechos o contribuciones públicas generales, en que necesariamente deberá consultar y acordarse con su Senado. Su tratamiento será Excelencia, y usará para distintivo de su persona una banda de color encarnado con flecadura de oro, según acordó la Junta de Corporaciones».
El director supremo gobernaba junto con un Senado Consultivo, el cual solo cumplía cargos de consulta y consejo al director, de manera similar al Senado durante el Imperio romano.
El 23 de julio de 1814, José Miguel Carrera encabezó junto con el presbítero Julián Uribe una revuelta que depuso al director supremo, Francisco de la Lastra de la Sotta, e instaló una junta de gobierno con él como presidente.

### Director supremo en laPatria Nueva
En 1817, el Ejército Libertador de los Andes llegó a Chile. Con esto se nombró como director supremo a Bernardo O'Higgins Riquelme, quien no asumió el título de jure hasta la promulgación de la Constitución Provisoria para el Estado de Chile de 1818 que estableció:
- «El Supremo Director del Estado ejercerá el Poder Ejecutivo en todo su territorio. Su elección ya está verificada, según las circunstancias que han ocurrido; pero en lo sucesivo se deberá hacer sobre el libre consentimiento de las provincias, conforme al reglamento que para ello formará la potestad legislativa».
- «Recaerá 1a elección precisamente en ciudadano chileno de verdadero patriotismo, integridad, talento, desinterés, opinión pública y buenas costumbres».
- «El sueldo del Director Supremo será el que actualmente goza. Será facultativo al Senado alimentarlo o disminuirlo oportunamente; pero no gozará algún otro emolumento ni derecho».
- «Su tratamiento será el de Excelencia: sus honores los de Capitán General de ejército, conforme a las ordenanzas militares, guardándose en las concurrencias públicas el ceremonial que deberá formar el Senado o Congreso».
- «El mando y organización de los ejércitos, armada y milicias, el sosiego público y la recaudación, economía y arreglada inversión de los fondos nacionales, son otras tantas atribuciones de su autoridad».
- «En caso de renuncia o muerte, entrará a reemplazar su lugar, hasta la celebración del Congreso, el que inmediatamente nombrará el Senado».
- «En el de ausencia de la capital, por más de ocho días (lo que nunca podrá hacer sin acuerdo del Senado), enfermedad u otro impedimento legítimo, que le embarace el desempeño de sus deberes y despacho de los negocios públicos, hará sus veces para lo diario y urgente el Gobernador Intendente, sin más distinciones de las que corresponden a su empleo. Pero si saliese del Estado, reemplazará su lugar, durante su ausencia, el que el Director nombre de acuerdo con el Senado».

El cargo de director supremo fue creado imitando al director supremo de las Provincias Unidas del Río de la Plata.

### Director supremo en laOrganización de la República

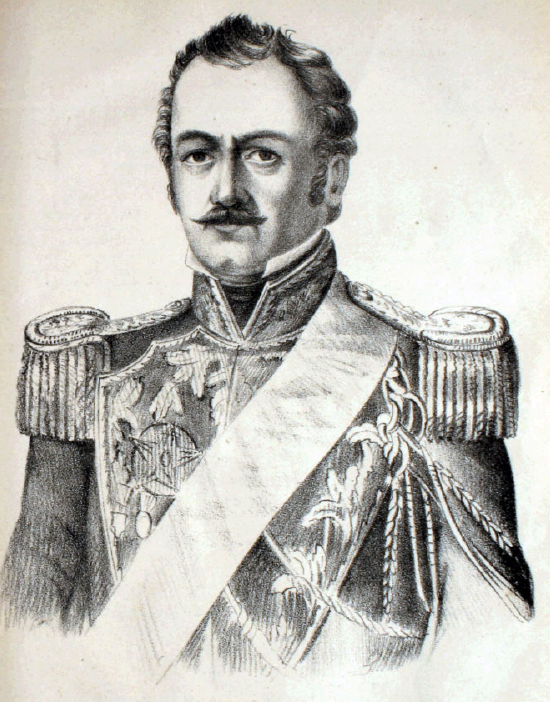
Ramón Freire Serrano.

El 28 de enero de 1823, Bernardo O'Higgins renunció como director supremo y se conformó una Junta Gubernativa liderada por el expresidente de la junta de gobierno de 1813, Agustín Eyzaguirre Arechavala, quien gobernó hasta el 4 de abril de 1823. La junta procedió a proclamar al militar patriota Ramón Freire Serrano como director supremo provisorio mientras se empezaba a replantear el régimen propuesto por O'Higgins. El 13 de agosto de 1823, se instauró una Junta Suprema Delegada que gobernó hasta septiembre, cuando se proclamó a Ramón Freire Serrano como el 3.er director supremo de Chile.
Durante el régimen liberal de Freire se empezó a redactar la Constitución Política y Permanente del Estado de Chile de 1823, que estableció lo siguiente:
- «Un ciudadano con el título de Supremo Director administra el Estado con arreglo a las leyes y tiene exclusivamente el ejercicio del Poder Ejecutivo. Durará cuatro años: pudiendo reelegirse segunda vez por las dos tercias partes de sufragios».
- «Por enfermedad, muerte, renuncia destitución, ausencia del Estado del Director, o cuando éste mande la fuerza armada, le subrogará el Presidente del Senado separado de su cuerpo y funciones. También le subrogará en las ausencias en lo interior, en aquella parte de administración que el Director le delegue».
- «Vestirá el traje peculiar de Director Supremo, sin algún distintivo de otros empleos civiles o militares».

## Requisitos para ser director supremo

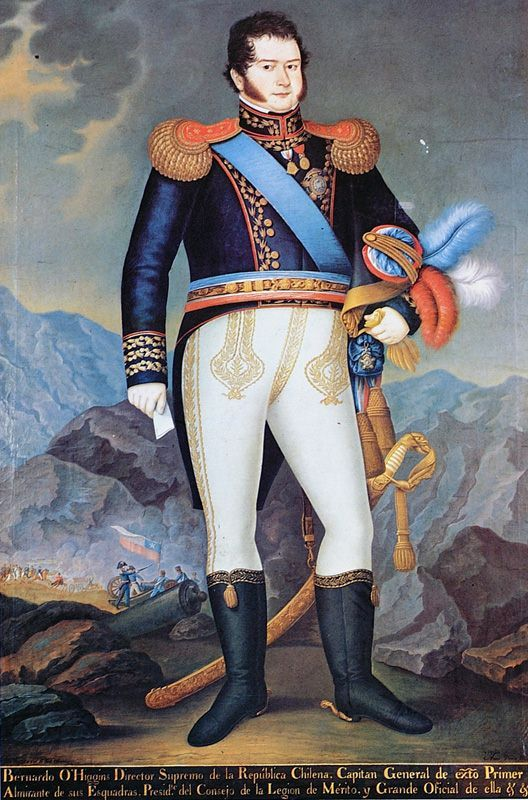
Retrato de Bernardo O'Higgins, por José Gil de Castro.

Aunque previamente ya se habían legislado algunos requisitos para acceder al cargo, no fue hasta la Constitución de 1823 que se especificaron estos requisitos:
- «Ser ciudadano por nacimiento; y si fuere extranjero, doce años de ciudadanía, y previa declaración de benemérito en grado heroico».
- «Cinco años para el natural, y doce para el ciudadano legal, de inmediata residencia en el país, si no estuvo ausente en formal servicio del Estado; y treinta años de edad».

Además de esto había un requisito que se le impuso tanto al director supremo como a los senadores y a los funcionarios públicos:
- «Todos los funcionarios de todas las clases y fueros del Estado, harán el siguiente juramento al posesionarse de sus empleos: Que obedecerán y defenderán la Constitución y las leyes del Estado; el veto suspensivo del Senado; las resoluciones de la Cámara Nacional; y las órdenes y decretos del Directorio. Que obedecerán y reconocerán como funcionarios a los nombrados por el pueblo en las asambleas electorales; y que en cuanto sea posible, castigarán con pena de muerte a los que atentaren a la inviolabilidad de los, conciliadores nacionales, o de los que han obtenido su salvo conducto. El Supremo Director, los Senadores y Ministros de Estado, el procurador general, los gobernadores intendentes y delegados, los consejeros departamentales, y los Ministros de las Cortes de Justicia y Apelaciones, jurarán también su profesión de católicos romanos».

## Fuero del director supremo
Eran facultades exclusivas del director supremo:
- La administración del Estado, ejecutando y cumpliendo las leyes y reglamentos sancionados.
- La promulgación de las leyes.
- Proponer exclusivamente la iniciativa de las leyes; a excepción de la época constitucional, en que corresponde al Senado, y su sanción al director.
- Organizar y disponer de las fuerzas de mar y tierra, con arreglo a la ley.
- Nombrar los generales en jefe con acuerdo del Senado.
- Declarar la guerra en la forma constitucional.
- Decretar la inversión de los caudales destinados legalmente a los ramos de administración pública.
- Nombrar por sí los oficiales del ejército y armada, de teniente coronel exclusive para abajo.
- En un ataque exterior o conmoción interior imprevistos, puede dictar providencias hostiles o defensivas de urgencia, pero consultando inmediatamente al Senado.
- Proveer los empleos civiles y eclesiásticos de nominación o presentación civil, que no prohíbe la Constitución.
- Nombrar los ministros del despacho a consulta de su Consejo de Estado y a sus Consejeros según la Constitución.
- Velar sobre la conducta ministerial de los funcionarios de justicia y cumplimiento de las sentencias.
- Remover sus Ministros sin expresión de causa.
- Cuidar especialmente del cumplimiento de la Constitución en las elecciones y calificaciones.
- Indultar y conmutar penas con acuerdo del Senado.
- Retener o conceder el pase a las bulas y ordenanzas eclesiásticas, con acuerdo de su Consejo de Estado y sanción del Senado, siendo disposiciones gubernativas; y con acuerdo de la Suprema Corte de Justicia, si se versan sobre materias contenciosas.
- Suspender los empleados por ineptitud, omisiones o delitos. En el primer caso con acuerdo del Senado, y en los dos últimos pasando el expediente a los Tribunales de justicia para que sean juzgados.
- Iniciar tratados de paz, alianza, comercio, subsidios y límites, con calidad de recibir la sanción del Senado.
- Dar en cada año cuenta al Senado del estado de la Nación, en todos los ramos de administración pública.
- Formar por sus ministros el presupuesto de los gastos anuales y la inversión del presupuesto anterior.

Se le prohibía al director supremo:
- Mandar la fuerza armada, o ausentarse del territorio de la República, sin permiso del Senado.
- Nombrar por sí todo oficial que tenga mando efectivo de cuerpo, y desde teniente-coronel inclusive para arriba; en cuyo nombramiento y propuesta procederá con acuerdo del Senado.
- Conocer en materias judiciales, ni a pretexto de policía, gobierno u otro motivo.
- Privar de la libertad personal por más de veinticuatro horas; y jamás aplicar pena.
- Suspender por ningún pretexto la reunión de la Cámara Nacional luego que se pronuncie el veto del Senado.
- Conceder empleos sin el peculiar ejercicio de su ministerio detallado por la ley, o excediendo su número; y contribuir sueldo por otro título que el del actual servicio o jubilación legal.
- Suspender las asambleas electorales.
- Despachar agentes diplomáticos, o con poderes y carácter a países extranjeros sin acuerdo del Senado.
- Crear comisiones con premio o renta sin la sanción senatoria.
- Expedir alguna orden sin la suscripción de sus ministros: siendo responsable el que la obedezca en otra forma.